# ازدواج همجنس در اکوادور
ازدواج همجنس در اکوادور به دنبال حکم دادگاه قانون اساسی مبنی بر خلاف بودن ممنوعیت ازدواج همجنس در قانون اساسی اکوادور، از ۸ ژوئیه ۲۰۱۹ ازدواج همجنس قانونی شد. این حکم از زمان ثبت رسمی به اجرا درآمد. اکوادور پنجمین کشور آمریکای جنوبی است که اجازه ازدواج زوج‌های همجنس را می‌دهد.
این کشور همچنین اتحادیه‌های مدنی همجنسگرایان را از سال ۲۰۰۸ به رسمیت شناخته ‌است.

## ازدواج همجنس‌

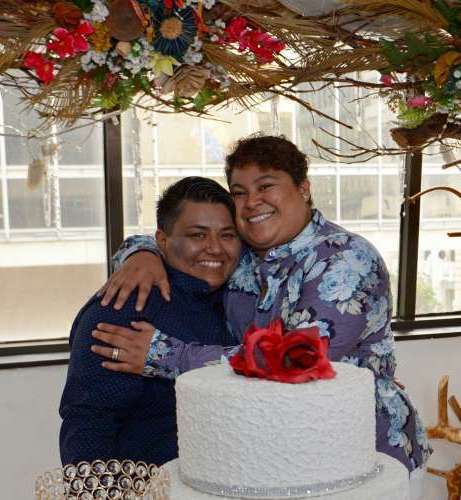
ماریا الکساندرا چاوز و میشل پاملا آویلس - اولین ازدواج بین دو زن در اکوادور در دفتر ثبت احوال گوایاکیل

طبق ماده ۶۷ قانون اساسی ۲۰۰۸، «ازدواج عبارت است از پیوند زن و مرد بر اساس رضایت آزادانه طرفین و حقوق برابر، تعهدات و توانایی قانونی آنها».با این حال، در ۱۲ ژوئن ۲۰۱۹، دادگاه قانون اساسی حکم داد که این ماده غیرقابل اجرا و فاقد اعتبار است.

## افکار عمومی
طبق نظرسنجی مرکز تحقیقات پیو، که بین ۷ نوامبر ۲۰۱۳ و ۲۶ ژانویه ۲۰۱۴ انجام شده‌است، ۱۶٪ از مردم اکوادور از ازدواج همجنس‌ حمایت می‌کنند و ۷۴٪ با آن مخالف هستند.
مطابق با نظرسنجی آمریکابارومتر(AmericasBarometer)در سال ۲۰۱۴ که در ژوئن ۲۰۱۵ منتشر شد، ۱۶٫۵٪ از مردم اکوادور موافق ازدواج همجنس بودند.
نظرسنجی آمریکابارومتر(AmericasBarometer) در ۲۰۱۷ نشان داد که ۳۳٪ از مردم اکوادور از ازدواج همجنس حمایت می‌کنند.
یک نظرسنجی در ژوئیه ۲۰۱۹ توسط دانشگاه وندربیلت نشان داد که ۵۱٫۳٪ از مردم اکوادور با ازدواج همجنس مخالف هستند و ۳۶٫۸٪ «به شدت» مخالف هستند. این نظرسنجی فاصله سنی قابل توجهی پیدا کرد. ۶۸٫۵٪ از نسل خاموش با این موضوع مخالف بودند و به دنبال آن ۶۲٫۵٪ از نسل بیبی‌بومر، ۵۴٫۱٪ از نسل ایکس، ۴۲٪ از نسل هزاره و ۱۶٫۷٪ از نسل زد بودند.

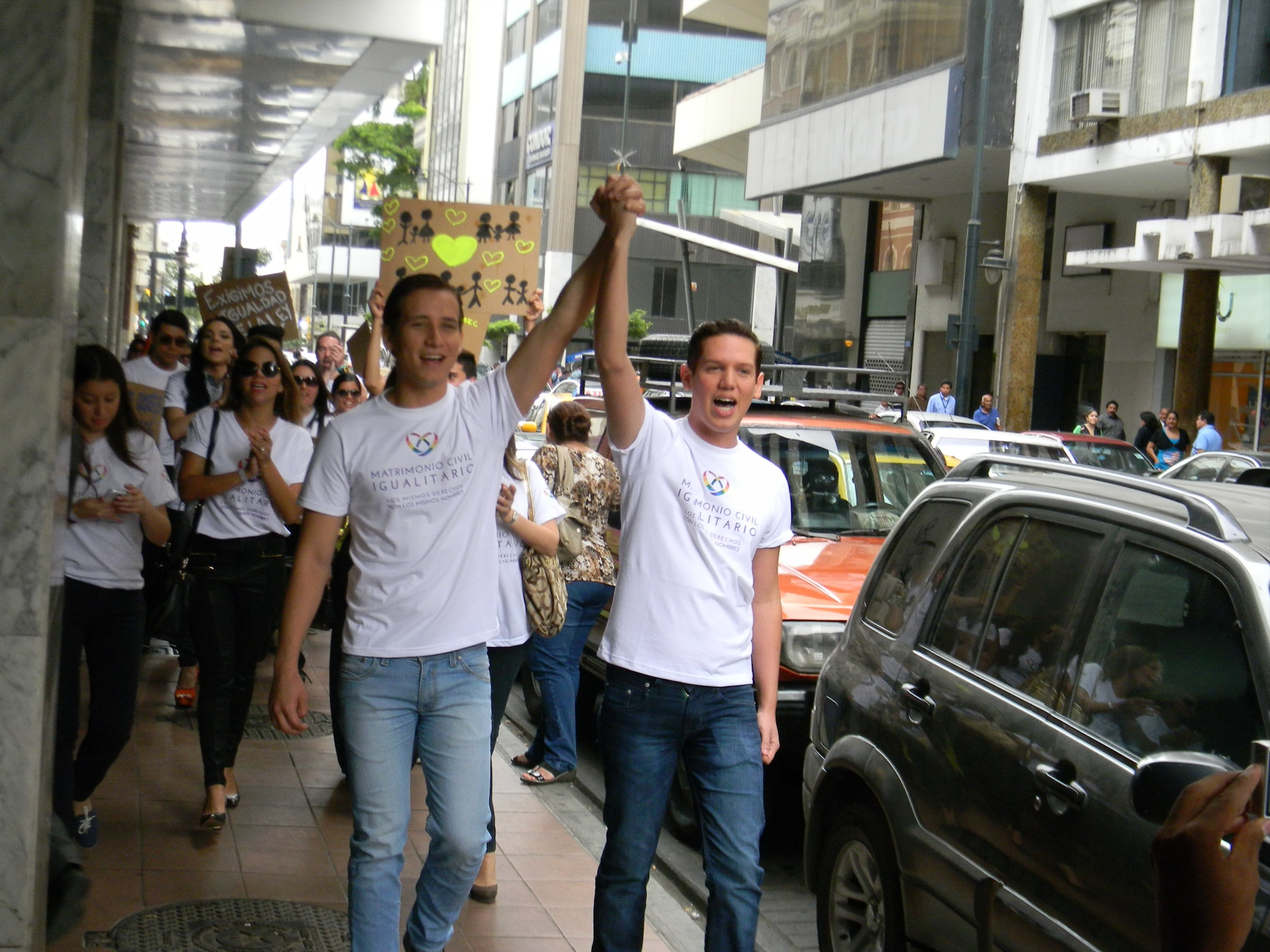
سانتیاگو وینسس و فرناندو سالتوس در حال رفتن به اداره ثبت احوال گوایاکیل